# Oberrœdern
Oberrœdern (en alsacià Owerreddere) és un municipi francès, situat a la regió del Gran Est, al departament del Baix Rin. L'any 1999 tenia 449 habitants. Entre 1974 i 1989 va estar unificat amb el municipi de Stundwiller.
Forma part del cantó de Wissembourg, del districte de Haguenau-Wissembourg i de la Comunitat de comunes de l'Outre-Forêt.

## Demografia
| 1962 | 1968 | 1975 | 1982 | 1990 | 1999 |
| ---- | ---- | ---- | ---- | ---- | ---- |
| 372  | 362  | 375  | 349  | 443  | 449  |

## Administració
| Període   | Identitat           | Partit |
| --------- | ------------------- | ------ |
| 1989-2001 | François Albenesius |        |
| 2001-     | Claude Philipps     |        |